# Поросино
Поро́сино — деревня в Томском районе Томской области. Входит в состав Зоркальцевского сельского поселения.

## Население
| 2002 | 2008 | 2009 | 2010 | 2011 | 2012 | 2013 |
| ---- | ---- | ---- | ---- | ---- | ---- | ---- |
| 917  | ↗926 | ↗933 | ↘921 | ↗924 | ↗930 | ↗963 |
| 2014 | 2015 | 2021 |      |      |      |      |
| ↗987 | ↘977 | ↘949 |      |      |      |      |

## География и транспорт
Расстояние до Томска — 23 км, до Зоркальцева (центр поселения) — 4 км. Деревня стоит на берегу реки Порос.
Автобусное сообщение с Томском осуществляется с помощью пригородного автобусного маршрута № 112.

## Социальная сфера и экономика
В Поросино есть фельдшерско-акушерский пункт, детский сад и средняя общеобразовательная школа. Также работают клуб и библиотека. 25 мая 2014 года в селе открылся 3D-кинозал, на открытии присутствовали Сергей Безруков и Николай Бурляев.
В деревне работает рыбный цех; в сфере розничной торговли действуют три частных предпринимателя.
Услуги ЖКХ оказывает ООО «Тепло».

## Известные жители и уроженцы
- Иван Вербанов — герой Великой Отечественной войны, полный кавалер ордена Славы.
- Александр Колодников — Герой Советского Союза.